# Sammlungszentrum für historisches ostfriesisches Kulturgut

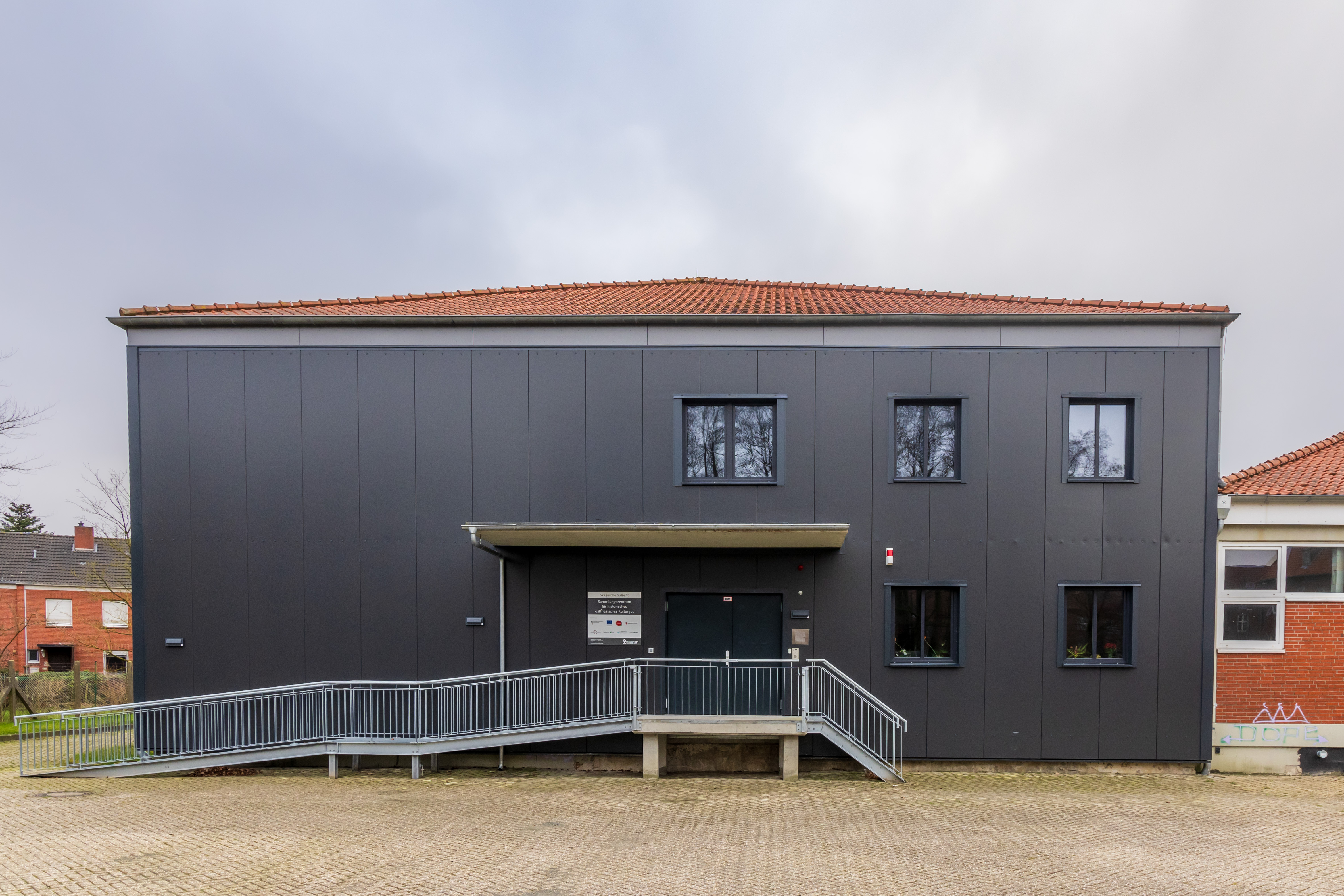
Das Magazin

Das Sammlungszentrum für historisches ostfriesisches Kulturgut (ShoK) ist ein Magazin, in dem der Kommunalverband Ostfriesische Landschaft die Bestände der archäologischen Landesaufnahme, der Landschaftsbibliothek, des Kostümfundus, der Graphothek sowie der allgemeinen kulturhistorischen Sammlung nachhaltig sichern will. Seit Fertigstellung umfasst das Sammlungszentrum 1400 Quadratmeter Depotflächen sowie 700 Quadratmeter für Büros, Werkstätten und Funktionsräume.

## Geschichte
Die Magazinkapazitäten am Standort der Ostfriesischen Landschaft sowie ostfriesischer Museen und Archive waren um 2010 nahezu erschöpft. Daher gab es bei der Landschaft seit Jahren Pläne für eine Erweiterung der Depotflächen. Entstehen sollte ein gemeinsames Zentralmagazin mehrerer ostfriesischer Museen, Archive und Bibliotheken. Dafür bildete sich 2013 ein Arbeitskreis, dem Vertreter der Landschaft, des Niedersächsischen Landesarchivs – Abteilung Aurich und des Historischen Museums in Aurich, des Ostfriesischen Landesmuseums Emden, des Teemuseums in Norden, des Heimatmuseums Leer und des Ostfriesischen Schulmuseums in Folmhusen angehörten. Mitte 2006 gab das Landesmuseum in Emden seinen Ausstieg aus dem Projekt bekannt. Der Einrichtung fehlten das Budget für Miete und Personal. Die eigenen Bestände sollten weiterhin im eigenen Archiv untergebracht werden.
Ein Neubau oder die Erweiterung der vorhandenen Räumlichkeiten am Standort der Landschaft waren nicht möglich, weshalb sie Anfang 2018 zwei Flügel der Kleiderkammer der ehemaligen Blücher-Kaserne in Aurich erwarb. Diese ließ sie seither (Stand: März 2023) für ihre neue Funktion herrichten. Dafür erhielt die Landschaft Fördermittel des Bundesprogramms „Investitionen für nationale Kultureinrichtungen in Deutschland“ in Höhe von rund 984.000 Euro, eine Unterstützung vom Land Niedersachsen in Höhe von rund 250.000 Euro sowie EU-Mittel in Höhe von rund 530.000 Euro und rund 150.000 Euro der Kommunen. Inzwischen ist der Ausbau in weiten Teilen abgeschlossen. Für die Erstausstattung des Zentrums sicherte das Land Niedersachsen im Juli 2022 eine weitere Förderung in Höhe von 100.000 Euro zu.
Der Ausbau ist in weiten Teilen abgeschlossen. Im September 2023 eröffnete die Landschaft das Sammlungszentrum, das seither in einem mehrjährigen Prozess in Betrieb genommen werden soll. Während dieser Phase sollen vorhandene sowie neu hinzukommende Bestände nach und nach an den neuen Standort verbracht werden. So wurden bis Mai 2023 Archive und der Kostümfundus in das Sammlungszentrum überführt. Im nächsten Schritt sollen die Bestände des Archäologischen Dienstes, die bereits wissenschaftlich ausgewertet wurden im Sammlungszentrum eingelagert werden. Alles andere bleibt in den Räumlichkeiten des Instituts, das dem Landschaftsgebäude direkt angegliedert ist.

## Gebäude
Das Sammlungszentrum für historisches ostfriesisches Kulturgut wird in zwei Flügeln der ehemaligen Kleiderkammer der früheren Blücher-Kaserne in Aurich untergebracht. Das Gebäude wurde 1939 errichtet und 1967 ausgebaut. Der Nordflügel ist der ältere Teil. Er wurde 1939 als Lagergebäude errichtet und im Jahre 1966/67 zum Werkstattgebäude ausgebaut. Der Nordflügel bedeckt eine Grundfläche von 776 Quadratmetern. Der Südflügel bedeckt eine Grundfläche von rund 1563 Quadratmetern. Dort befanden sich Bekleidungskammern, eine Schuster-Werkstatt, eine Flickstube und Schneiderei sowie ein Lager für Schuhmaterial und Unterkunftswäsche. Nach Umbau zum Sammlungszentrum stehen 1400 Quadratmeter Depotflächen sowie 700 Quadratmeter für Büros, Werkstätten und Funktionsräume zur Verfügung.